# Hitterdal
Hitterdal é uma cidade localizada no estado americano de Minnesota, no Condado de Clay.

## Demografia
Segundo o censo americano de 2000, a sua população era de 201 habitantes.
Em 2006, foi estimada uma população de 196, um decréscimo de 5 (-2.5%).

## Geografia
De acordo com o United States Census Bureau tem uma área de
2,3 km², dos quais 2,1 km² cobertos por terra e 0,2 km² cobertos por água.

## Localidades na vizinhança
O diagrama seguinte representa as localidades num raio de 28 km ao redor de Hitterdal.